# The Prize
The Prize (br.: Criminosos não merecem prêmio / pt: O prémio) é um filme estadunidense de 1963 do gênero Suspense, dirigido por Mark Robson. Produção de Pandro S. Berman e roteiro para o cinema de Ernest Lehman adaptado da obra homônima de Irving Wallace. A história lembra um enredo de Alfred Hitchcock, inclusive porque o escritor Ernest Lehman foi o roteirista do clássico North by Northwest (1959) do célebre diretor

## Elenco Principal
- Paul Newman...Andrew Craig
- Elke Sommer...Lisa Andersson
- Edward G. Robinson...Dr. Max Stratman
- Diane Baker...Emily
- Queenie Leonard...Miss Fawley

## Sinopse
O escritor alcoólico, cínico e mulherengo Andrew Craig venceu o Prêmio Nobel de Literatura. Ele vai até Estocolmo para a cerimônia e se encontra com a bela Lisa Anderson, funcionária do  governo sueco e sua cicerone oficial. Ao chegar ao hotel, Craig é apresentado a outro vencedor do Nobel, o Dr. Max Stratman, um famoso físico teuto-americano e que está acompanhado da enfermeira Emily. 
Em um segundo encontro com Stratman, numa conferência para a imprensa, Craig estranha o homem que parece não se lembrar dele e está diferente. Craig estava passando por uma crise criativa, mas o ocorrido com o doutor lhe dá inspiração para uma história, imaginando que o doutor é um impostor. Durante a cerimônia, Craig começa a se convencer de que a história não é mera imaginação e tenta contar as autoridades, mas ninguém acredita nele em função de sua reputação de alcoólico e brincalhão.